# جون الكسندر غرير
جون الكسندر غرير (بالإنجليزية: John Alexander Greer)‏ هو سياسي أمريكي، ولد في 18 يوليو 1802 في شيلبيفيل في الولايات المتحدة، وتوفي في 4 يوليو 1855. حزبياً، نشط في الحزب الديمقراطي. وقد انتخب نائب حاكم تكساس ‏.